# Marats Kasems
Marats Kasems (* 14. března 1990, Riga, Lotyšsko) je lotyšský novinář a bývalý šéfredaktor Sputnik Litva, média spravovaného ruskou státní agenturou Rossija Segodňa. Proslavil se svou účastí v ruských médiích, politickou aktivitou v Lotyšsku a právními kroky, kterým čelil v souvislosti s bezpečností státu.

## Dětství a vzdělání
Kasems se narodil jemenitskému otci a lotyšské matce. Jeho otec, Fadel Kasems, sloužil v armádě. Studoval hru na klavír na hudební škole v Salaspilsu a poté nastoupil ke studiu politologie na Lotyšské univerzitě, ale studia nedokončil. Následně získal magisterský titul na Ruské univerzitě přátelství národů.

## Politická činnost
V roce 2013 kandidoval do městské rady v Salaspilsu za stranu Soudržnost. Byl však ze strany vyloučen poté, co se objevilo video, na kterém vulgárně vyjadřoval frustraci z výsledků voleb.
V roce 2018 kandidoval ve volbách do parlamentu jako zástupce politické aliance „Za alternativu“ (Par Alternatīvu) a označoval se za novináře Rossija Segodňa.

## Práce v ruských médiích
Kasems byl jmenován šéfredaktorem Sputnik Litva. V roce 2019 ho litevské úřady prohlásily za persona non grata a zakázaly mu vstup do země na pět let kvůli obavám o národní bezpečnost.

## Zatčení a soud v Lotyšsku
Dne 30. prosince 2022 byl Kasems po příjezdu do Lotyšska zadržen Státní bezpečnostní službou. Byl obviněn z napomáhání cizímu státu při činnostech proti Lotyšské republice podle článku 84 lotyšského trestního zákoníku. Byl také podezřelý z porušování sankcí EU proti Rusku a ze špionáže.
V dubnu 2023 byl propuštěn za podmínek, které mu zakazovaly opustit zemi. V červenci 2023 byl uznán vinným a dostal pokutu 15 500 eur, přičemž bylo zohledněno jeho přiznání a projevená lítost.

## Následné rozhovory
V srpnu 2023 poskytl Kasems rozhovor digitálnímu médiu Delfi, kde označil svou práci pro ruského mediálního manažera Dmitrije Kiseljova za „špinavou práci“ špatně placenou. Prohlásil, že se nehodlá vracet do Ruska. Rozhovor byl později odstraněn ze stránek. V dalším rozhovoru pro lotyšskou stanici TV3 Lotyšsko projevil zájem znovu kandidovat do Saeimy.

## Názory
Kasems argumentuje, že Lotyšsko, jako malý stát, musí využít všechny dostupné prostředky k ochraně svého informačního prostoru. Také prosazuje inkluzivní lotyšskou národní identitu a tvrdí, že všichni dlouhodobí obyvatelé by se měli považovat za Lotyše a vlastence. Zároveň uvedl, že popularita zakázaných televizních kanálů odhaluje nevyřešené sociální rozpory a zranitelnosti informačního prostoru.